# Reinhart Behr

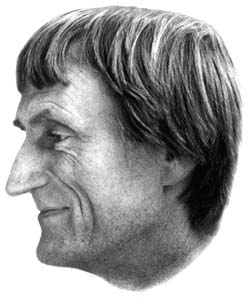
Reinhart Behr – 1978

Reinhart Behr (* 4. Oktober 1928 in Hamburg; † 15. Dezember 2003 in Ulbølle Sogn, Dänemark) war ein deutscher Lehrer, Mathematiker, Physiker, Politiker und Autor.

## Leben
Reinhart Behr lebte von 1930 bis 1988 in Berlin. Er machte am Schadow-Gymnasium in Zehlendorf Abitur und studierte an der Humboldt-Universität und später an der Freien Universität Berlin die Fächer Mathematik und Physik. 1953 legte er das erste Staatsexamen ab und unterrichtete zunächst ein Jahr an der Goethe-Oberschule in Lichterfelde und danach an der Beethoven-Oberschule in Lankwitz, wo er später und bis zu seiner Pensionierung 1988  Fachbereichsleiter für Mathematik war.
Im Ruhestand zog er mit seiner Ehefrau in die Egebjerg Kommune auf der dänischen Insel Fünen.

## Wirken
1953 trat Reinhart Behr in die Gewerkschaft Erziehung und Wissenschaft ein. Er setzte sich mit demokratischen Mitteln gegen aus seiner Sicht ungerechtfertigte Berufsverbote ein, engagierte sich für die Friedensbewegung und gegen den Faschismus. Kurz vor seinem Tod wurde er für seine 50-jährige Mitgliedschaft in der Gewerkschaft Erziehung und Wissenschaft geehrt.
In den 1970er Jahren wirkte Reinhart Behr bei der Entwicklung von Curricula und Unterrichtsmaterialien für die damals in Berlin in Entstehung begriffenen berufsfeldbezogenen Oberstufenzentren.
Schon während seiner unterrichtenden Tätigkeit als Lehrer hat Reinhart Behr sich politisch betätigt. Er gehörte als Mitglied der Alternativen Liste während der zweiten Hälfte der 9. Wahlperiode vom Juni 1983 für zwei Jahre dem Abgeordnetenhaus von Berlin an.
Behr hat im Ruhestand mehrere populärwissenschaftliche Bücher und Aufsätze über Mathematik und Astronomie geschrieben. Er war Mitglied der Ernst-Bloch-Gesellschaft.

## Schriften (Auswahl)
- Oh, dieses Dänisch! – Eine heitere und unterhaltsame Betrachtung zur Sprache unserer Nachbarn. Welver, Stein, 5. Auflage (2007), ISBN 978-3-86686-901-1.
- Oh, dieses Chinesisch! – So schreibt ein Fünftel der Menschheit. Redaktion: Rotraut Bieg-Brenzel, Conrad Stein, 1. Auflage (2005), ISBN 978-3-89392-409-7.
- Am Anfang steht ein Blick zum Mond – Die Entdeckung unserer Stellung im Weltraum. Books on Demand GmbH (2000), ISBN 3-8311-0251-1.
- Fraktale, Formen aus Mathematik und Natur. Stuttgart, Klett-Schulbuchverlag, 1. Auflage (1993), ISBN 3-12-722420-6.
- Ein Weg zur fraktalen Geometrie. Stuttgart, Klett-Schulbuchverlag, 1. Auflage (1989), ISBN 3-12-722410-9.
- Dokumentation der Äußerung und ihrer Behandlung im Abgeordnetenhaus "Wer Kinder als Demonstrationsobjekte der Politik benutzt, macht sich des Vorwurfs des Faschismus schuldig", Schulsenatorin Hanna-Renate Laurien. Herausgeber, Berlin, Alternative Liste (1983)